# Comunidade dos Arturos

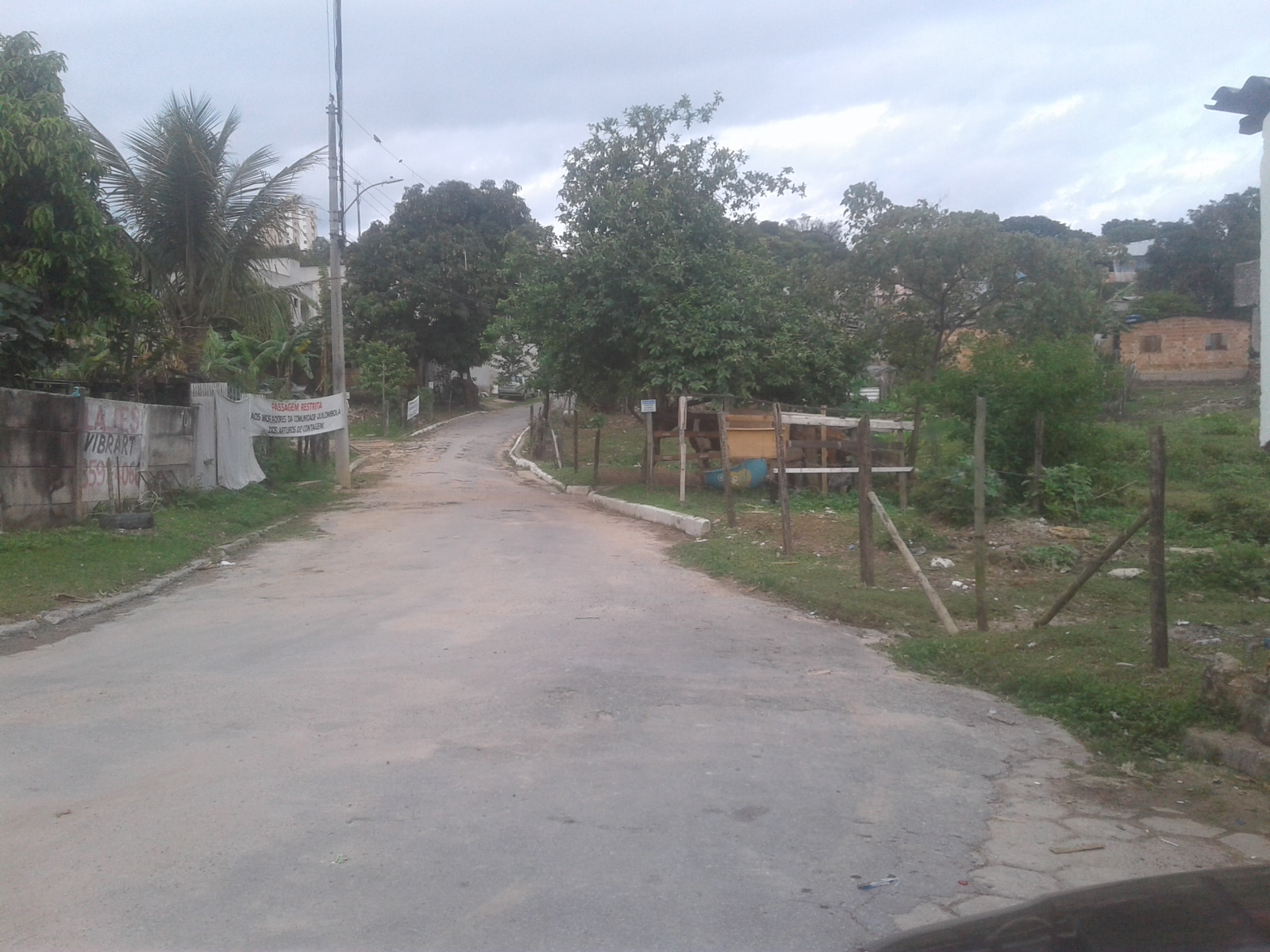
Vista da Comunidade dos Arturos

A Comunidade dos Arturos é uma comunidade composta pelos descendentes de um antigo escravo de nome Artur; vem daí o nome Arturos. Preservam sua cultura e religiosidade através dos Congados. Está sediada em Contagem, na Região Metropolitana de Belo Horizonte.
Os Arturos descendem de Artur Camilo Silvério e sua esposa Carmelinda Maria da Silva. São negros, descendentes de escravos, que moram em um local chamado "Domingos Pereira", próximo ao Centro de Contagem. A comunidade conta atualmente com 600 habitantes.